# 呉服町出入口
呉服町出入口（ごふくまちでいりぐち）は福岡県福岡市博多区にある福岡高速道路環状線の出入口である。天神北・香椎・粕屋方面とのみ接続しているハーフインターチェンジである。
千鳥橋JCTのすぐ近くにあり、料金所を出て本線に合流するとすぐに福重方面と香椎方面への分岐点がある。このため、環状線の呉服町→千鳥橋JCT間には本線・合流車線を横断させるための誘導舗装が施されている（本線→福重方面が黄色、呉服町→香椎方面がオレンジ）。
昭和通りに直結しており、昭和通り・中洲経由で天神方面に向かうバスが多数利用する他、大博通りを経由し博多駅方面へ向かう路線バスも利用する。入口同様出口の利用も多いため、上記と逆方向の千鳥橋JCT→呉服町出口間にも本線を横断させるための誘導舗装が施されている（福重方面→本線が黄色、福重・香椎方面→呉服町出口がオレンジ）。

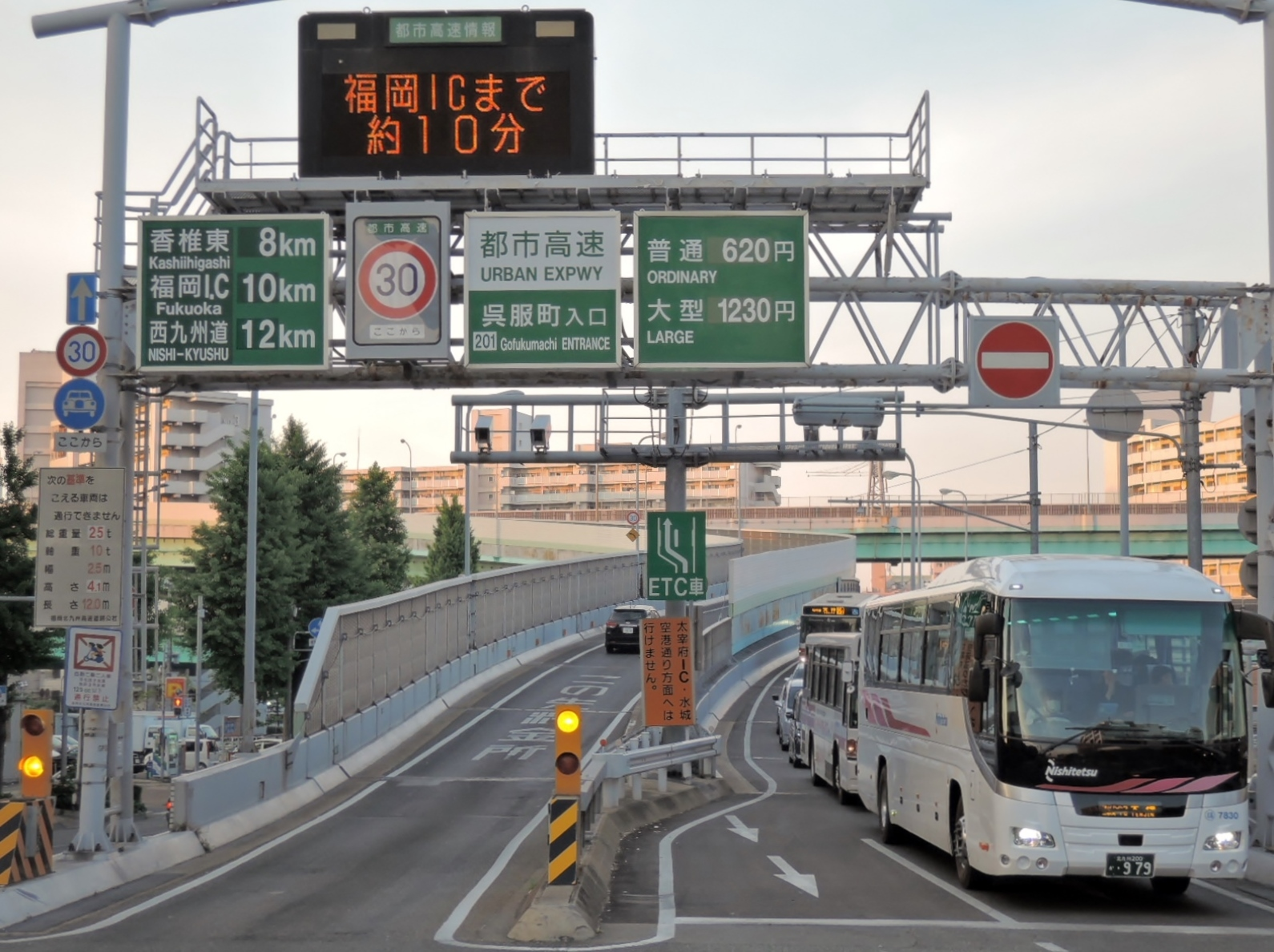
福岡高速道路環状線呉服町出入口。天神方面より香椎方面を撮影。左は香椎方面、また天神、百道方面へ向かう入口。右は百道、天神方面、また香椎方面からの出口。

## 接続する通り
- 昭和通り

## 周辺
- 大博通り
- 明治通り

## 料金所

### 入口
- ブース数：2
  - ETC専用：1
  - 一般：1

## 備考
- 空港・水城方面（南行き）へは行くことが出来ない。千代出入口から入ることになる。同様に、 空港・水城方面からは降りることができない。
- 前述の通り出口は天神・博多駅方面へ抜ける交通量が多く、出口先の蔵本交差点で博多駅方面へと左折する交通量が増えると渋滞が発生する。最後尾が本線上に延び、千鳥橋JCTにまで迫る事も珍しくない。

## 隣
福岡高速環状線
千鳥橋JCT - (201)呉服町出入口 - (202)千代出入口